# Eutrixopsis javana
Eutrixopsis javana är en tvåvingeart som beskrevs av Townsend 1919. Eutrixopsis javana ingår i släktet Eutrixopsis och familjen parasitflugor. Inga underarter finns listade i Catalogue of Life.